# Amegilla stantoni
Amegilla stantoni là một loài Hymenoptera trong họ Apidae. Loài này được Cockerell mô tả khoa học năm 1911.